# كريستيان شتوف
كريستيان شتوف (بالألمانية: Christian Stuff)‏ (11 أغسطس 1982 ببرلين في ألمانيا - ) هو لاعب كرة قدم ألماني (وحمل سابقاً جنسية ألمانيا الشرقية) في مركز قلب الدفاع. لعب مع نادي ساربروكن وهانزا روستوك ويونيون برلين وSV Lichtenberg 47 ‏ واينتراخت ترير 05 ‏.

## وصلات خارجية
- كريستيان شتوف على موقع قاعدة بيانات كرة القدم.إي يو (الإنجليزية)
- كريستيان شتوف على موقع بيانات كرة القدم. دي إي (الألمانية)
- كريستيان شتوف على موقع Soccerway.com (الإنجليزية)
- كريستيان شتوف على موقع عالم كرة القدم.نت (الإنجليزية)